# Amphineurus (Nothormosia) gracilisentis
Amphineurus (Nothormosia) gracilisentis is een tweevleugelige uit de familie steltmuggen (Limoniidae). De soort komt voor in het Australaziatisch gebied.